# Miłosław
Miłosław és una ciutat de Polònia, pertany al voivodat de Gran Polònia. Es troba a 16 km al sud-oest de Września i a 45 km al sud-est de Poznań, la capital de la regió. El 2016 tenia 3.590 habitants.

## Monuments
- L'església de Sant Jaume, construïda el 1620 i reformada el 1845
- L'església evangèlica construïda entre el 1874 i el 1875
- El palau, construït a principis del segle xix i remodelat el 1945 que serveix avui com col·legi

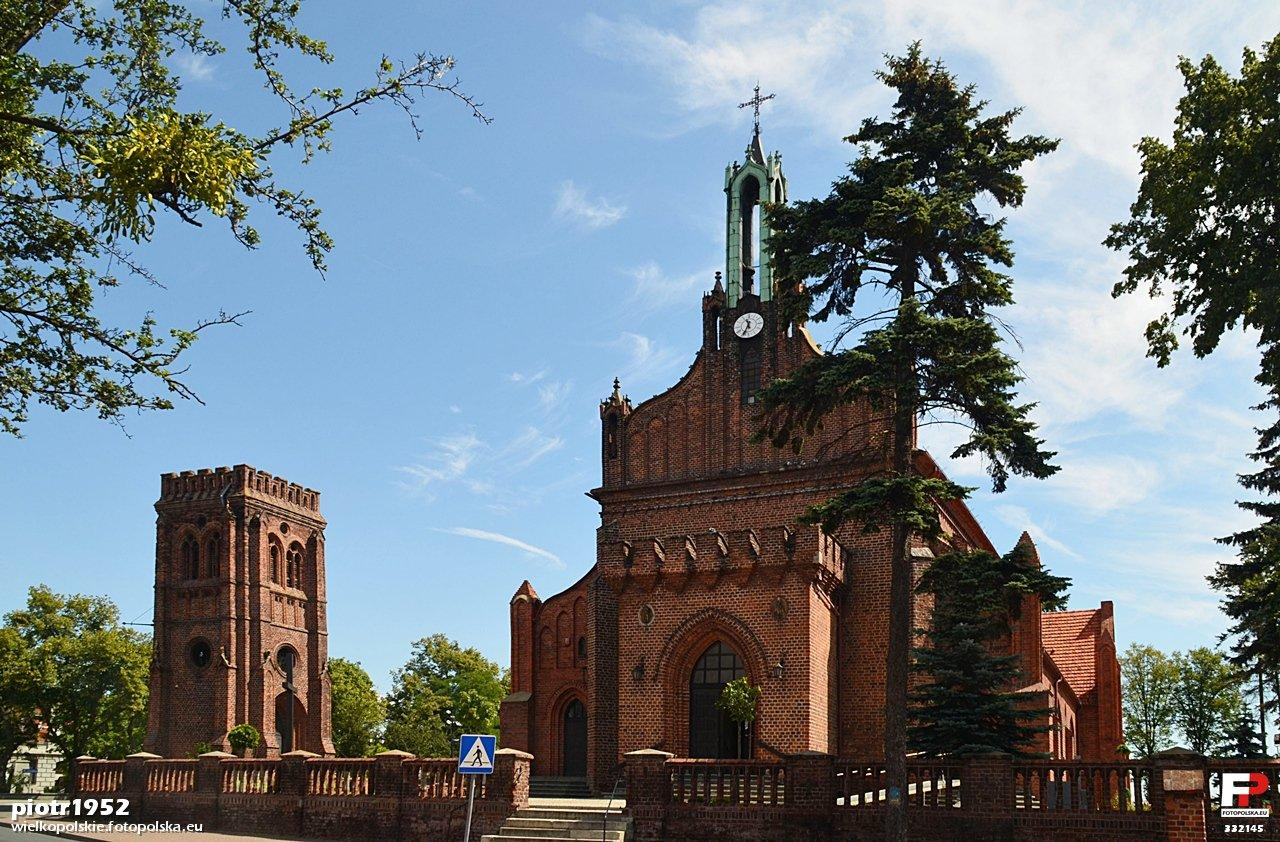
L'església de Sant Jaume
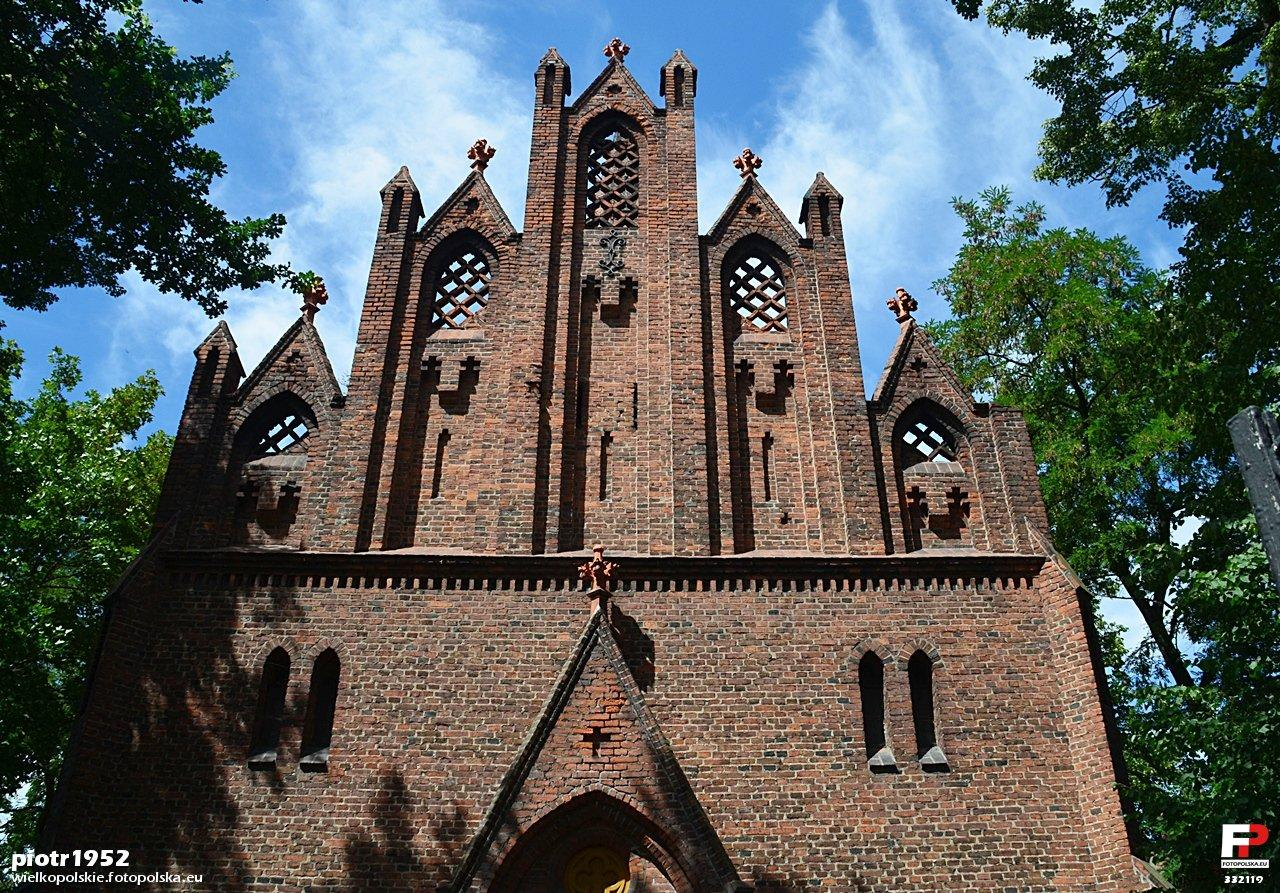
Façana de l'església evangèlica
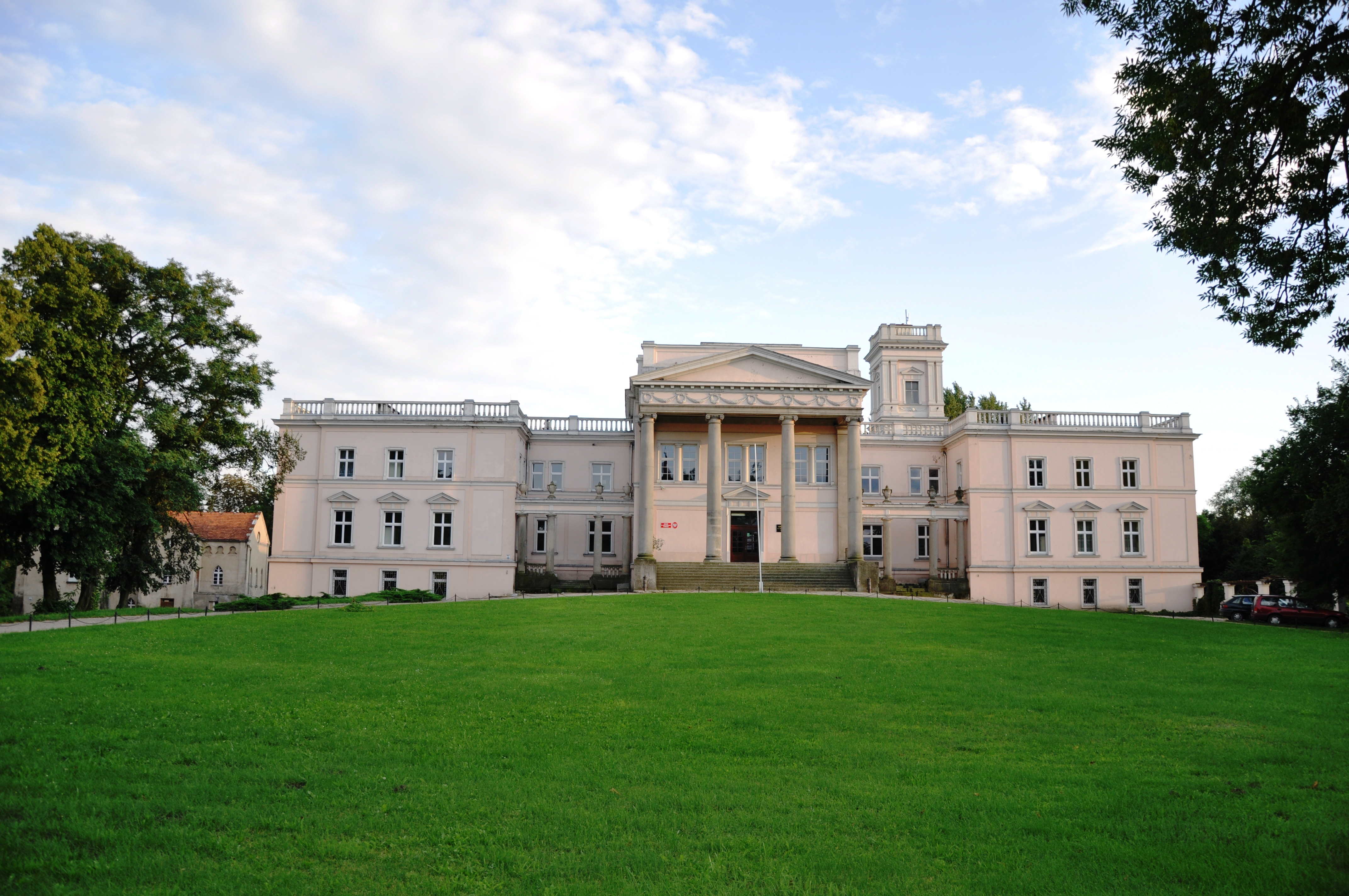
Le palau